# بورترية رجل بالطباشير الأحمر (لوحة)
بورتَريةَ رَجُل بالطَّباشيرُ الأحْمَرُ (بالايطالية: Ritratto di un uomo in gesso rosso) أللوحة مقبولة على نطاق واسع، وإن لم يكن عالميًا، كصورة ذاتية لرسام عصر النهضة الشهير ليوناردو دافنشي. يُعتقد أن ليوناردو دافنشي رسم هذه الصورة الذاتية في سن الستين تقريبًا رسمها حوالي سنة 1512 موجودة الآن في القصر الملكي في تورينو، ايطاليا. تم إعادة إنتاج أللوحة على نطاق واسع وأصبحت تمثيلًا لليوناردو باعتباره رجلاً موسوعياً. على الرغم من ذلك، يختلف بعض المؤرخين والعلماء حول الهوية الحقيقية للنموذج.

## الوصف والمصدر
أللوحة مرسومة بالطباشير الأحمر على الورق. يصور ألعمل رأس رجل مسن في عرض ثلاثة أرباع، وجهه متجه نحو المشاهد. يتميز النموذج بشعره الطويل ولحيته الطويلة المتدفقة على الكتفين والصدر. طول الشعر واللحية غير مألوف في لوحات عصر النهضة ويوحي، كما هو الحال الآن، بشخص يتمتع بالحَصافة (جُودةُ الرَّأْي واسْتِحكامُه). للوجه أنف معقوف إلى حد ما ويتميز بخطوط عميقة على الحاجب وجيوب أسفل العينين. يبدو كما لو أن الرجل فقد أسنانه الأمامية العلوية، مما تسبب في تعميق الأخاديد من فتحتي الأنف. عيون الشكل لا تشغل المشاهد بل تتطلع إلى الأمام، محجبة بالحواجب الطويلة.
تم رسم أللوحة بخطوط فريدة رائعة، مظللة بالتظليل وتم تنفيذها باليد اليسرى، كما كانت عادة ليوناردو. يحتوي الورق على «علامات تهالك» بنية ناتجة عن تراكم أملاح الحديد بسبب الرطوبة. أللوحة موجودة في القصر الملكي في تورينو، ولا يمكن للجمهور مشاهدته بشكل عام بسبب هشاشتها وسوء حالتها. طور الباحثون طريقة غير مدمرة لقياس حالة الرسم من خلال وصف وقياس حوامل الكروم التي تؤثر على الورقة. سيتم استخدام أسلوبهم، الموصوف في رسائل الفيزياء التطبيقية (2014)، لتقييم معدل تدهور أللوحة ويجب أن يساعد في التخطيط لاستراتيجيات الحفظ المناسبة في المستقبل.

## التاريخ والعزو

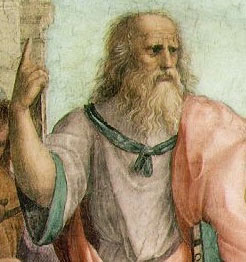
تصوير أفلاطون ، يجسده ليوناردو دافنشي ، على لوحة رافائيل «مدرسة أثينا»، حوالي عام 1510.

يقدر بان العمل قد تم رسمه حوالي 1512 ، ربما كصورة ذاتية لليوناردو دافنشي. في عام 1839 استحوذ عليها الملك كارلو ألبرتو من سافوي. الافتراض القائل بأن العمل هو صورة ذاتية لليوناردو تم إجراؤه في القرن التاسع عشر، بناءً على تشابه النموذج مع الصورة المحتملة لليوناردو كأفلاطون في لوحة «مدرسة أثينا» لرفائيل. وعلى الجودة العالية للرسم، بما يتوافق مع الأعمال الأخرى من قبل ليوناردو. كما تقرر أن تكون صورة ذاتية بناءً على تشابهها مع لوحة ليوناردو في مقدمة كتاب الطبعة الثانية من حياة الفنانين (1568) لجورجو فازاري. خلال الحرب العالمية الثانية، تم نقل أللوحة مؤقتًا من تورين إلى روما لتجنب نهبها من قبل النازيين، مما أدى إلى تلفها إلى حد ما في هذه العملية. في عام 2000 ، أوضح فرانك زولنر أن «رسم الطباشير الأحمر هذا قد حدد إلى حد كبير فكرتنا عن مظهر ليوناردو لأنها اعتُبرت منذ فترة طويلة لتكون الصورته الذاتية الأصيلة الوحيدة للفنان.» 
منذ منتصف القرن العشرين وحتى أواخره، تم التشكيك في تحديد الرسم باعتباره صورة ذاتية. تم انتقاد الادعاء بأنها تمثل ليوناردو من قبل عدد من علماء وخبراء مختصين في أعمال ليوناردو، مثل روبرت باين،  مارتن كيمب، بيترو ماراني، كارلو بيدريتي، لاري جيه فينبرج،  ومارتن كلايتون. من الانتقادات المتكررة التي وجهت في أواخر القرن العشرين أن أللوحة تصور رجلاً في سن أكبر مما وصل أليه ليوناردو بنفسه، حيث توفي ليوناردو عن عمر يناهز 67 عامًا ويُزعم أنه قام برسم العمل بين سن 58 و 60 عامًا. لقد قيل أن النموذج يمثل والد ليوناردو «بييرو دافنشي» أو عمه «فرانشيسكو»، بناءً على حقيقة أنهما عاشا حياة طويلة وعاشا حتى سن الثمانين.
في أوائل القرن الحادي والعشرين، تم استخدام الصورته الذاتية المفترضة لليوناردو للمساعدة في التعرف على موضوع رسم لجيوفاني أمبروجيو فيجينو، يعتقد أنه يصور ليوناردو مسنًا مع ذراعه الأيمن مغطى بالقماش. قد يتوافق هذا مع روايات عن إصابة يد ليوناردو اليمنى بالشلل في وقت متأخر من حياته  وموقع دفن رفاته المفترضة،  والتي يأمل العلماء في اختبار الحمض النووي لتحديد ما إذا كان ليوناردو.

## بورتريات محتملة أخرى

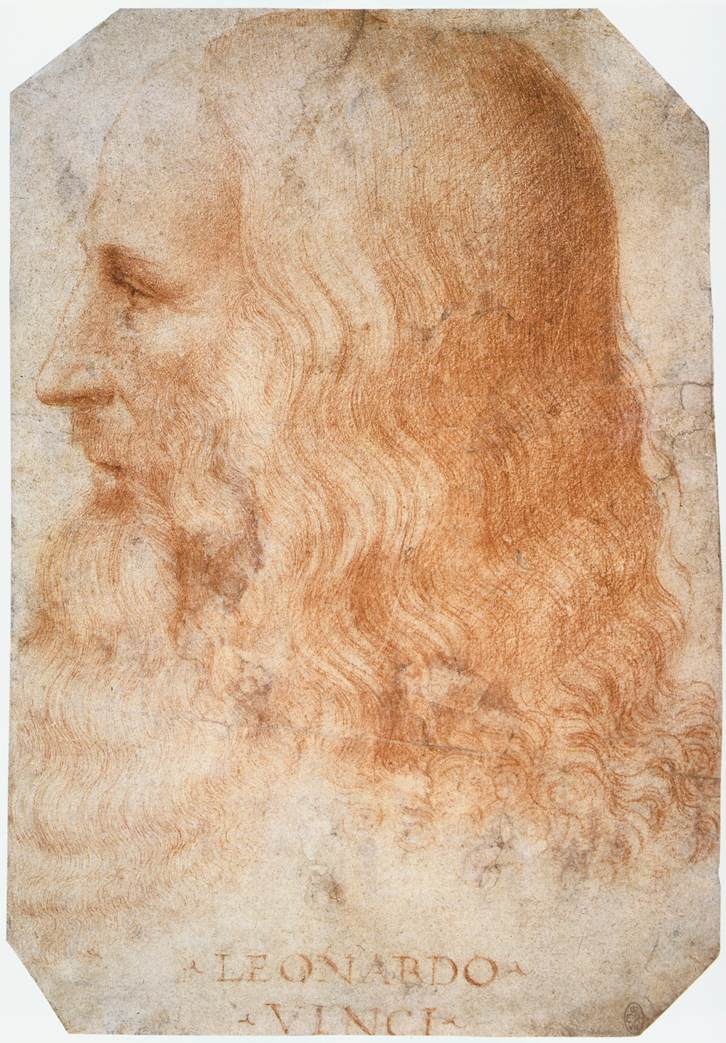
بورترية جانبية لليوناردو دافنشي بالطباشير الأحمر منسوبة إلى تلميذه فرانشيسكو ميلزي.

توجد لوحات أخرى لليوناردو بنفسه وأيدي أخرى، تُقدم لوحات مختلفة ليوناردو للرجل كما هو موضح في رسم الطباشير الأحمر:
رسم آخر بالطباشير الأحمر، صورة شخصية في وندسور، تُنسب إلى تلميذه فرانشيسكو ميلزي. كما تم تحديد رسم تخطيطي من قبل مساعد مجهول على ظهر إحدى دراسات ليوناردو (حوالي 1517) ليكون صورة ذاتية.
صورة ذاتية من مخطوطة ليوناردو في رحلة الطيور تصور الفنان في سن 53. قد يكون ليوناردو قد ضمّن أيضًا صورة ذاتية في كتاب النسبة الذهبية لـ لوكا باتشولي، والتي أوضحها. تحمل لوحة غابرييل عام 1471 نقشًا يشير إلى أنها لوحة شخصية ليوناردو. قد يكون هذا أول تصوير للفنان.

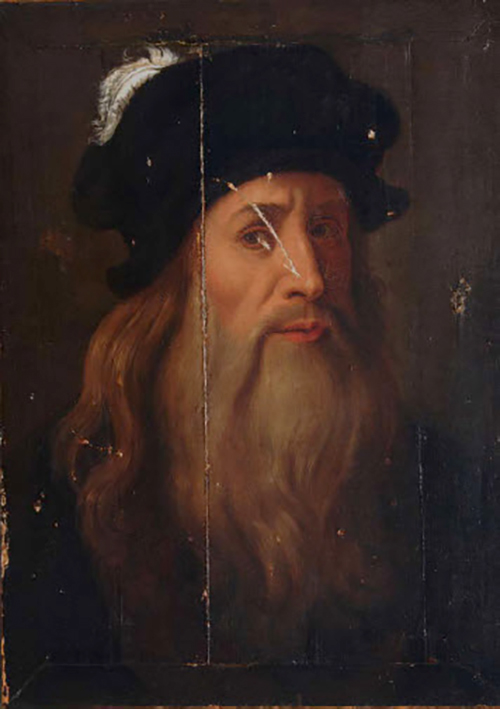
بورترية لوكانية لليوناردو دا فنشي بريشة فنان مجهول 1505–1510.

يعتقد بأن ليوناردو قد تم تصويره على أنه أفلاطون في لوحة رفاييل مدرسة أثينا (1511). وربما كان نموذجًا لعملين من قبل أستاذه أندريا دل فروكيو أولهما تمثال برونزي لداود (حوالي 1476) الموجود في قصر الشعب في فلورنسا، ورئيس الملائكة رافائيل في لوحة توبياس والملاك (حوالي 1475).
يعتقد البعض أن عمل هيراقليطس وديموقريطس (1477) لدوناتو برامانتي يصور ليوناردو على أنه هيراقليطس. يشك البعض في أن الشخصية الموجودة في الأيمن السفلي في لوحة ليوناردو تمجيد المجوس للطفل يسوع (1481) قد يكون ليوناردو نفسة. نقش من عام 1505 بواسطة ماركانتونيو ريموندي قد يصور ليوناردو وهو يعزف، لكن هذا لم يتم التحقق منه بعد. 
لا يوجد إجماع علمي على إسناد لوحة بورترية لوكانية لليوناردو دا فنشي، ولكن على الأقل في بعض الأحيان تنُسب إليه. بينما تم عمل لوحة النقش التي رسمها رافايلو مورغن والتمثال الذي نحته لويجي بامبالوني بعد حيات الفنان. تصور اللوحات الرومانسية لجان أوغست دومينيك إنجرس وفرانسوا غيوم ميناجو وفنانين فرنسيين آخرين، بالإضافة إلى أنجليكا كوفمان الرواية الأسطورية لموت ليوناردو على يد الملك فرانسيس الأول ملك فرنسا.
إذا كان العمل «بورترية رجل بالطباشير الأحمر» الموجود في القصر الملكي في تورينو أصليًا، فإنه يظل الصورة الذاتية الوحيدة لليوناردو دا فنشي التي رسمت خلال حياته.

### معرض الصور

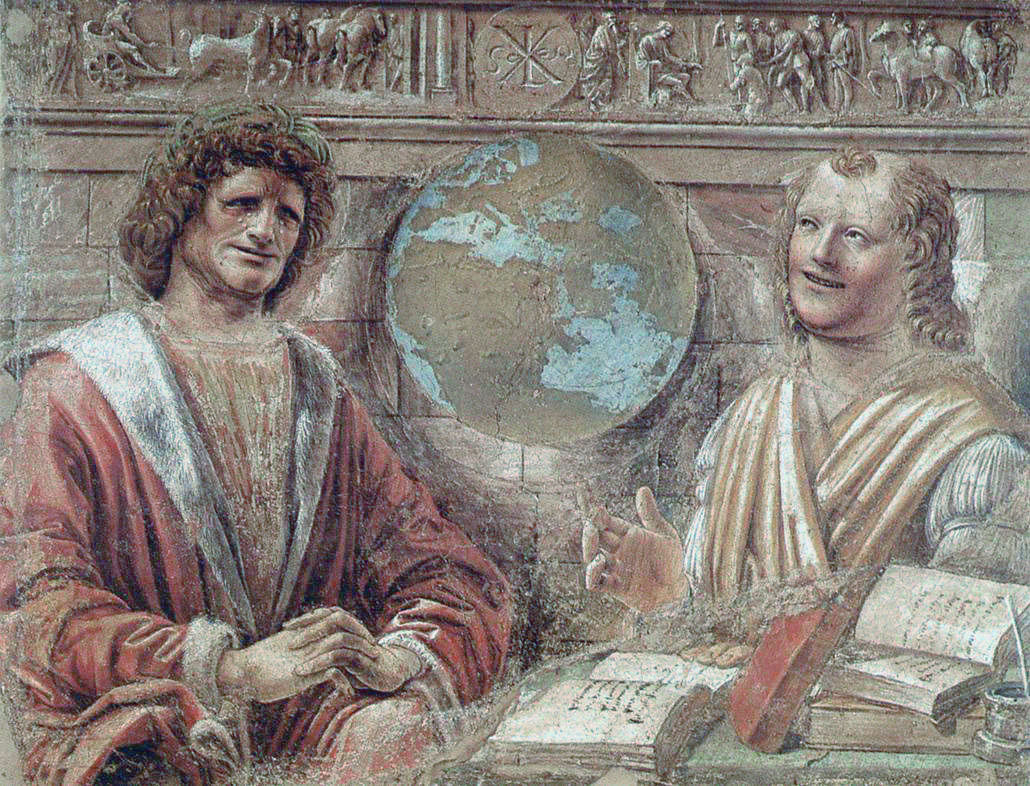
هيراقليطس وديموقريطس (1477) لدوناتو برامانتي يصور ليوناردو على أنه هيراقليطس.
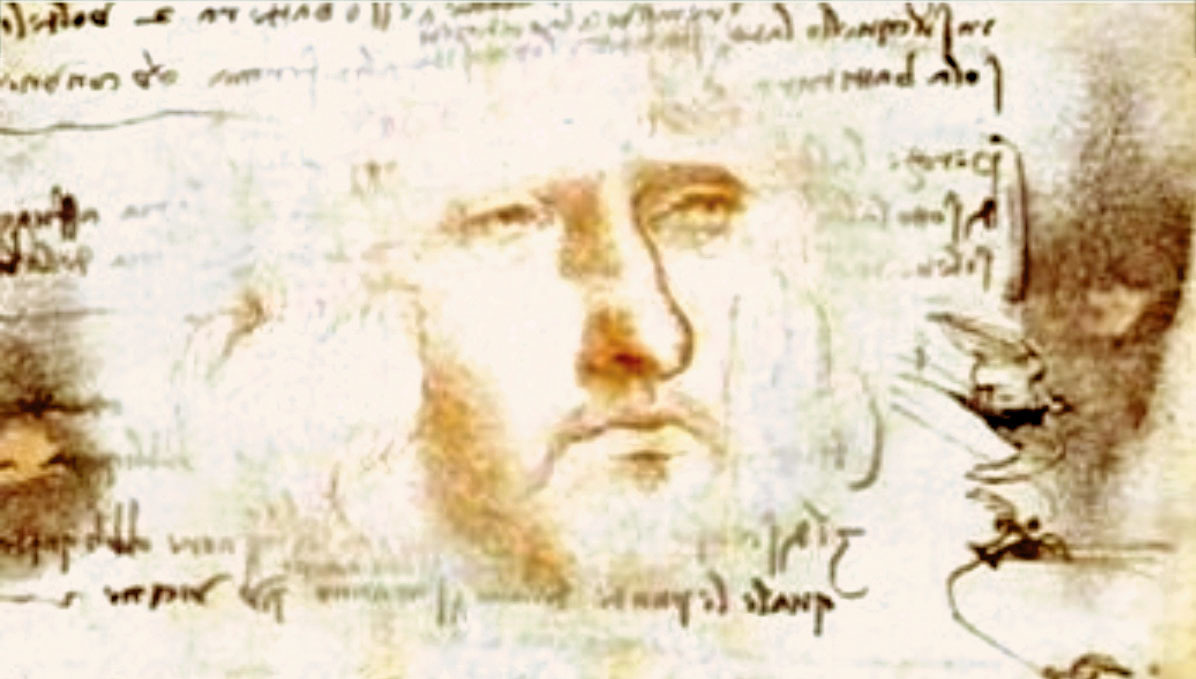
بورترية ذاتية تم اكتشافها في عام 2009 من كتاب ليوناردو الدستور الغذائي في رحلة الطيور ، تم تحسينها رقميًا لجعلها مرئية بوضوح.
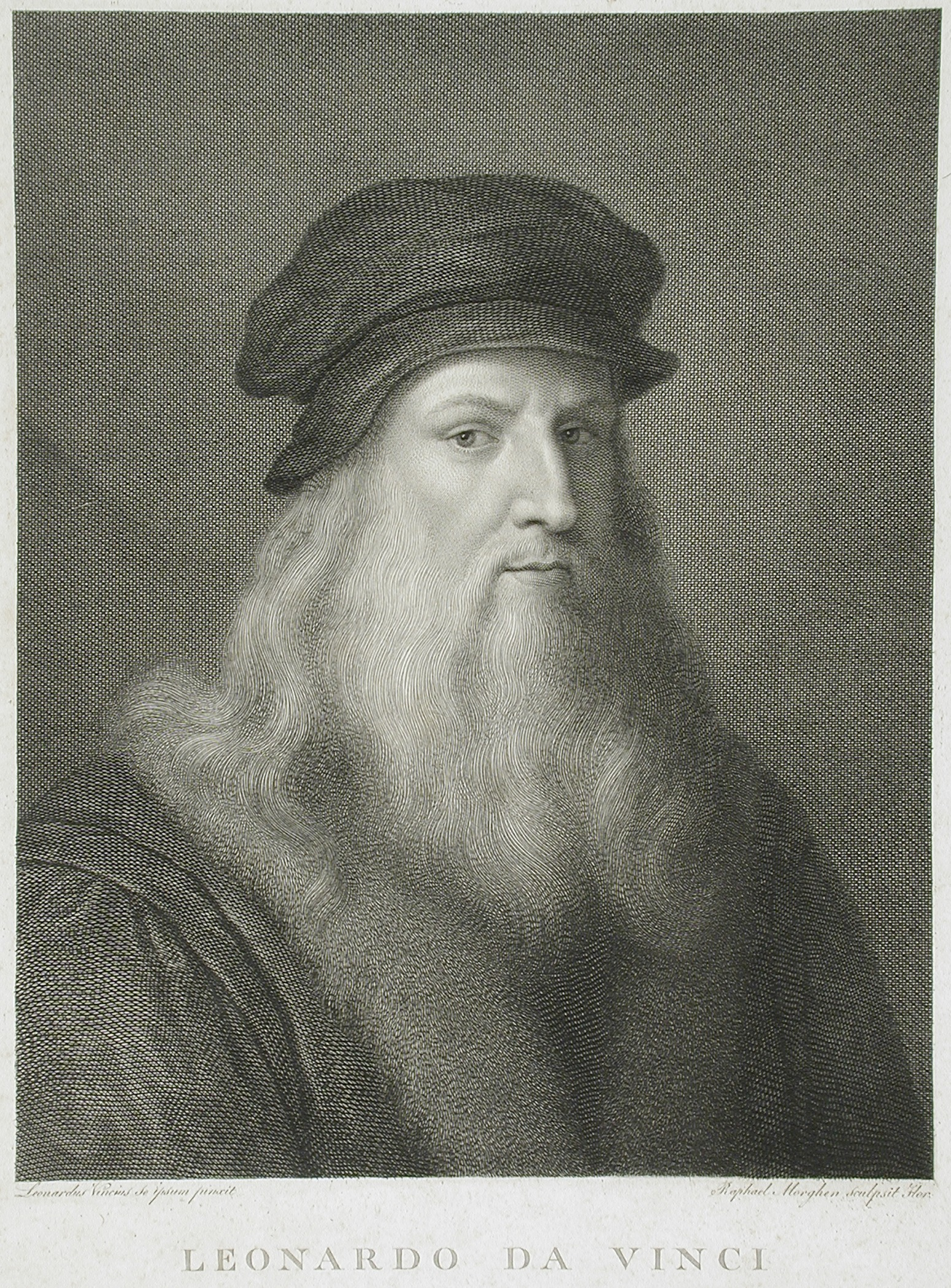
نقش بواسطو النقاش الايطالي رافايلو مورغن 1817 يصور ليوناردو.
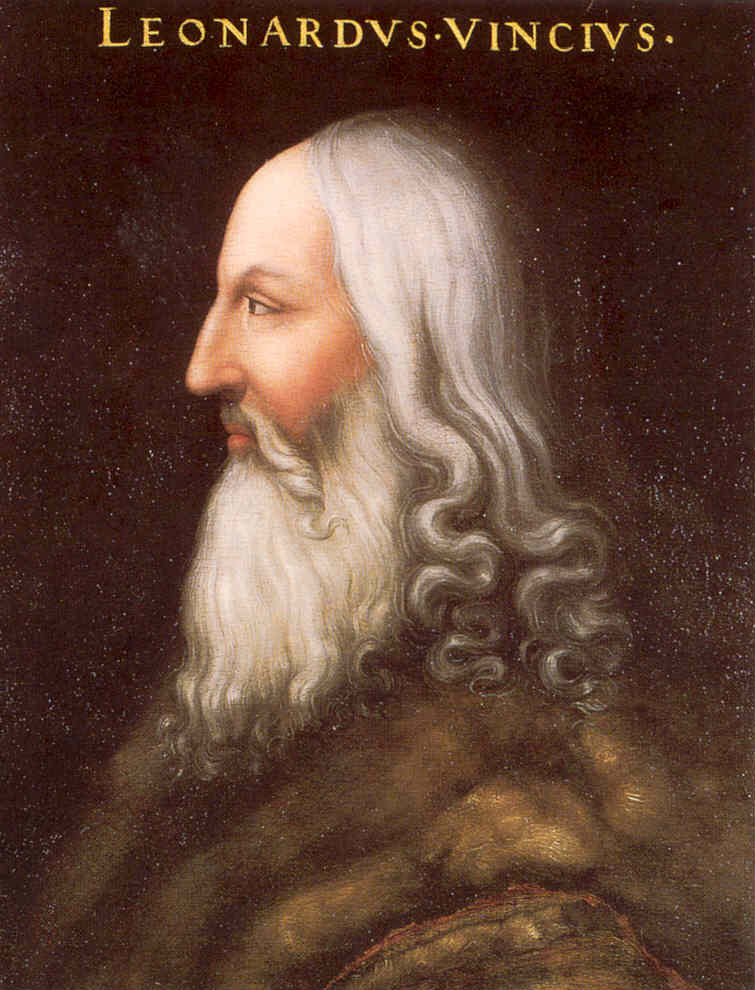
بورترية ليوناردو بعد وفاته بواسطة كريستوفانو ديلالتيسيمو بناءً على رسم ميلزي (معرض أوفيزي).
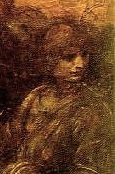
لوحة تمجيد المجوس للطفل يسوع بريشة ليوناردو (1481) قد يكون ليوناردو نفس الشخصية الموجودة اسفل يمين أللوحة.
نقش من عام 1505 بواسطة ماركانتونيو ريموندي يصور ليوناردو وهو يعزف.
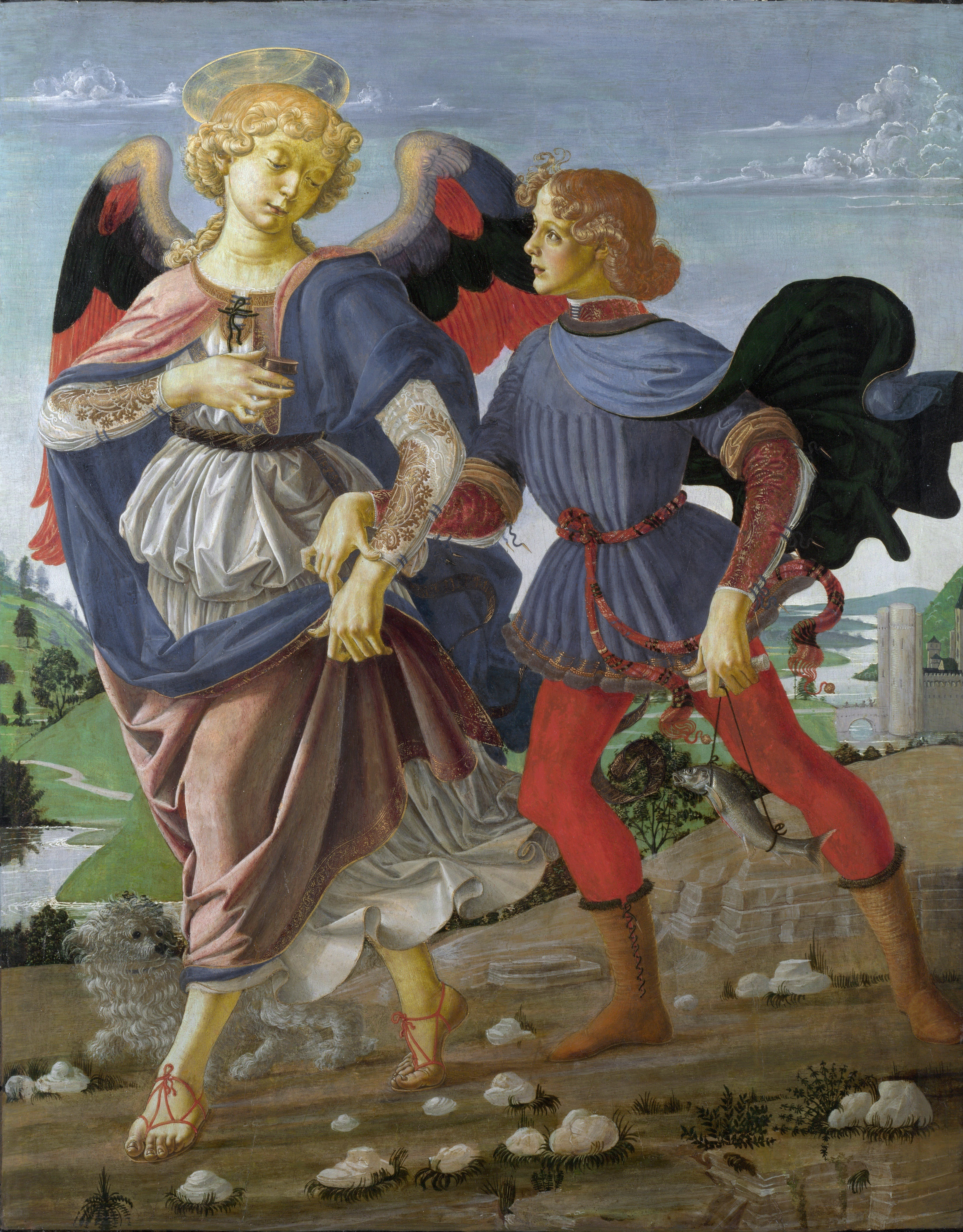
لوحة توبياس والملاك بريشة أستاذ ليوناردو، أندريا دل فروكيو رئيس الملائكة رافائيل بصورة ليوناردو (على اليسار) (حوالي 1475)

نحت
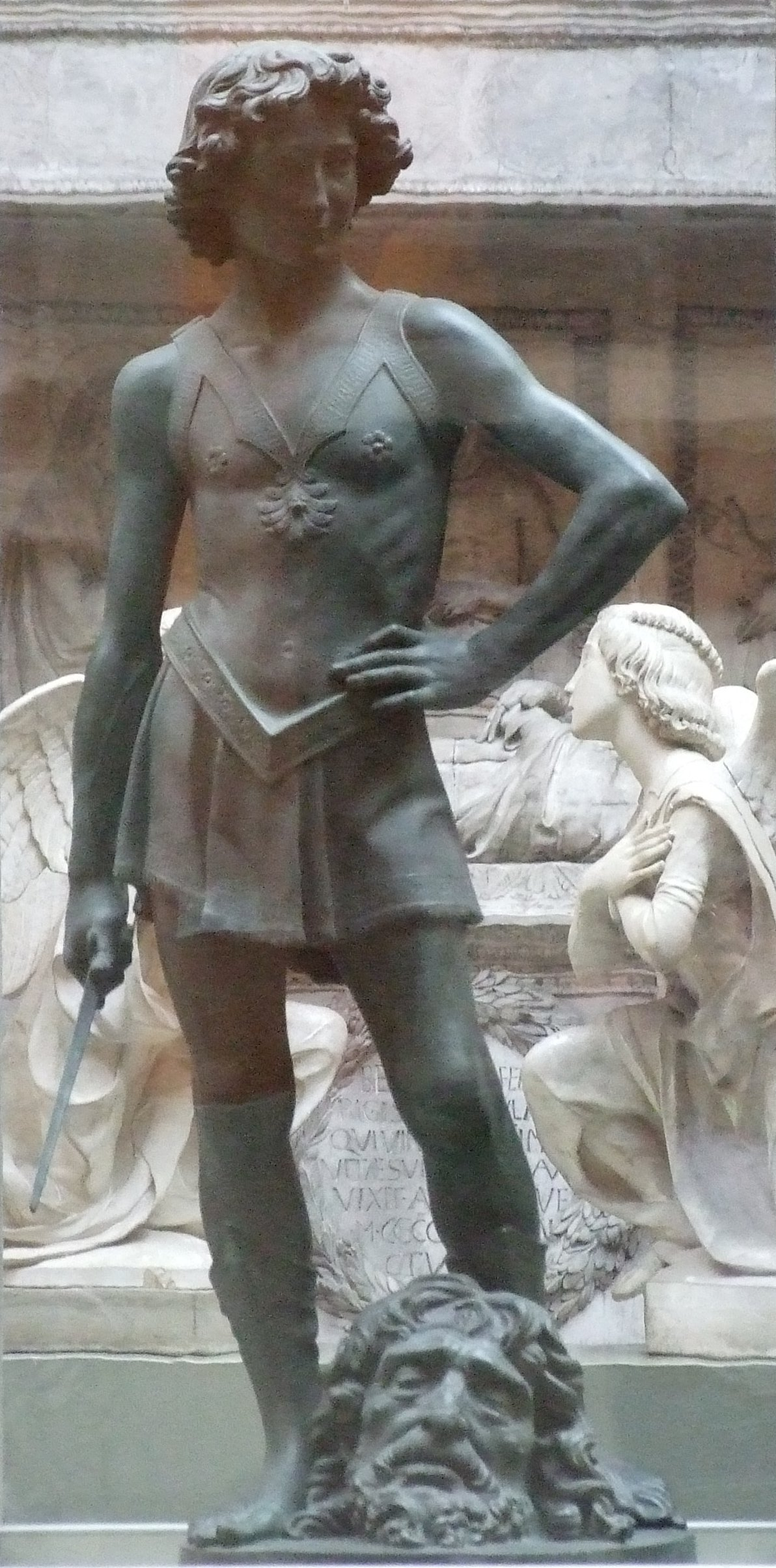
تمثال لداود حوالي  1476 من قبل أستاذ ليوناردو ، أندريا دل فروكيو موجود في قصر الشعب في فلورنسا قد يصور ليوناردو.
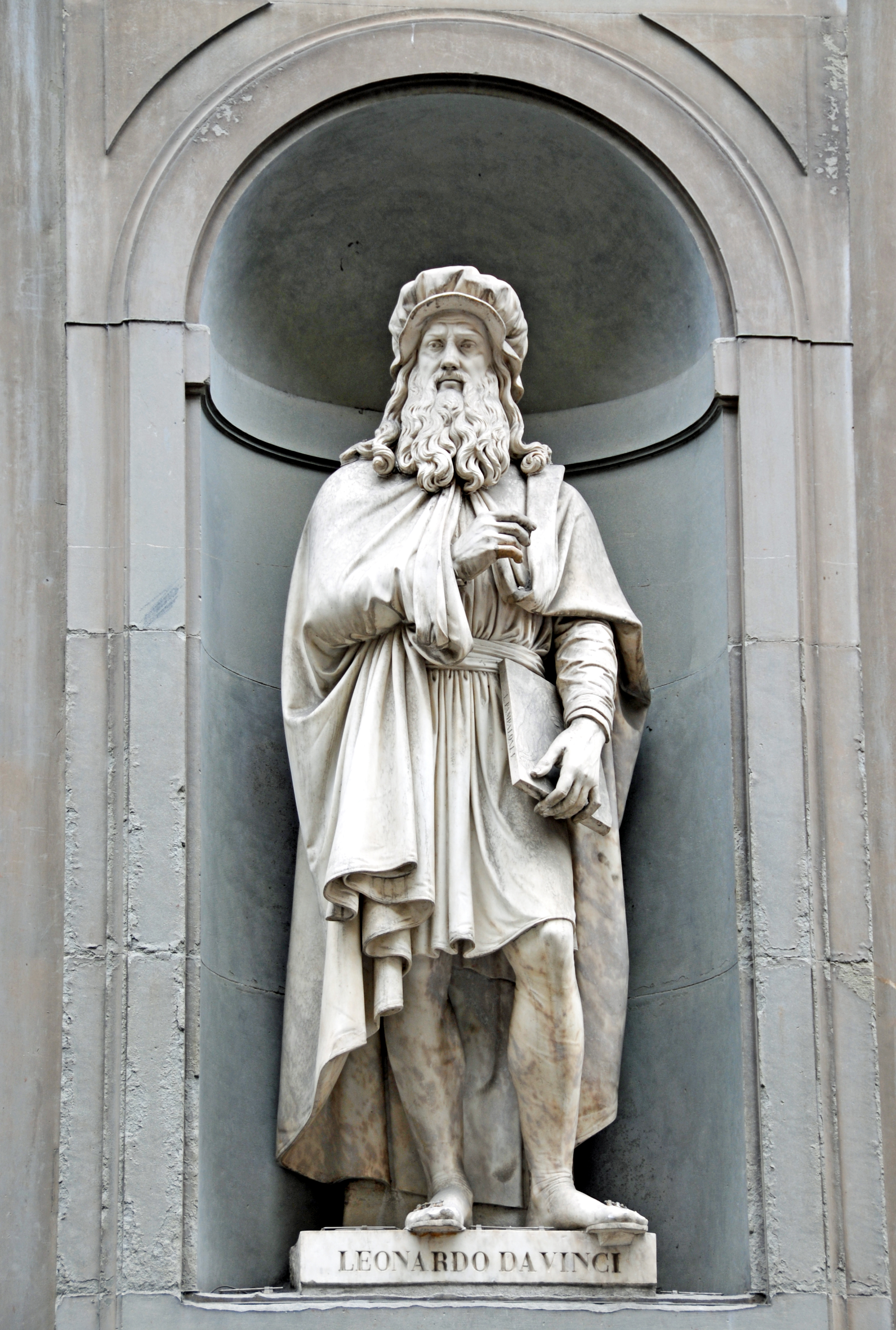
تمثال من نحت لويجي بامبالوني من أوائل القرن التاسع عشر يصور ليوناردو